# Широкорад, Александр Борисович
Алекса́ндр Бори́сович Широкора́д (род. 1947, Москва, РСФСР, СССР) — российский писатель и публицист. Автор более сотни книг по артиллерии, военной технике, истории.

## Биография
Окончил факультет кибернетики Московского инженерно-физического института. Упоминал (в 2025-м), что "20 лет изучал в архивах вооружение РККА". 
Некоторыми историками его работы по военно-техническим вопросам в области артиллерийского вооружения признаются как авторитетные; другие уличают его в обширном плагиате. Написанные им книги по истории России часто критикуют за чрезмерно публицистический вид, как то — неточности в приводимых сведениях, использование устаревших сведений, вымысел и вторичность, поверхностность и стремление к сенсационности; также часто встречаются утверждения, что при их создании были нарушены авторские права (прямое цитирование и перифраз)
Широкорад считает своими учителем Валентина Пикуля.

## Критические отзывы и рецензии
- Фроянов И. Я. Нашествие на русскую историю. — СПб. : Русская коллекция, 2020. — 1088 с. — 300 экз.— ISBN 978-5-00067-019-4;
- Лобанов А. В. Псевдонаучное исследование военных действий в Северном Причерноморье. «Неизвестные войны» историка Александра Широкорада. // Военно-исторический журнал. — 2007. — № 10. — С.3-6.
- Мачикин Е. Г. Разбавленная анекдотами хроника с многочисленными ошибками и неточностями. «Неизвестные войны» историка Александра Широкорада. Продолжение. // Военно-исторический журнал. — 2007. — № 10. — С.7-8.